# Ettan
De Ettan is het derde niveau in de Zweedse voetbalpiramide, dat tot en met 2019 ook bekend was onder de naam Division 1.
De Division 1 werd in 1924 ingesteld als de hoogste klasse. Van 1987 tot en met 1999 was het de naam voor de tweede klasse. In 2000 werd de competitie omgedoopt naar de Superettan, maar de naam werd in 2006 opnieuw ingesteld om het derde niveau aan te geven. Twee seizoenen werd in vier groepen gespeeld (Noord, Oost, West en Zuid). Vanaf het seizoen 2020 vervalt de naam Division 1 en wordt de naam die in de volksmond wordt gebruikt ook de officiële naam: Ettan.
Tegenwoordig bestaat de divisie uit twee regionale groepen, een noordelijke (Norra) en zuidelijke groep (Södra) die onder de namen Ettan Norra en Ettan Södra bekend staan. In elke groep nemen zestien clubs deel die elk twee keer tegen elkaar spelen in een seizoen. De beide kampioenen promoveren rechtstreeks naar de Superettan, terwijl de beide nummers twee promotie-degradatiewedstrijden tegen de nummers 13 en 14 uit de Superettan spelen. De drie laagst geklasseerde teams van iedere poule degraderen naar de Division 2. Er wordt gespeeld in een lente-herfstcompetitie, die duurt van april tot en met oktober.

## Kampioenen

### 1987–1999
| Seizoen       | Norra (Noord)  | Södra (Zuid)       | Östra (Oost) | Västra (West)      |
| ------------- | -------------- | ------------------ | ------------ | ------------------ |
| Tweede niveau |                |                    |              |                    |
| 1987          | Djurgårdens IF | GAIS Göteborg      |              |                    |
| 1988          | Örebro SK      | Halmstads BK       |              |                    |
| 1989          | Hammarby IF    | Östers IF          |              |                    |
| 1990          | GIF Sundsvall  | BK Häcken          |              |                    |
| 1991          | Kiruna FF      | Trelleborgs FF     | Hammarby IF  | Västra Frölunda IF |
| 1992          | IFK Sundsvall  | Halmstads BK       | IK Brage     | BK Häcken          |
| 1993          | Hammarby IF    | Landskrona BoIS    |              |                    |
| 1994          | Djurgårdens IF | Örgryte IS         |              |                    |
| 1995          | Umeå FC        | IK Oddevold        |              |                    |
| 1996          | Västerås SK    | IF Elfsborg        |              |                    |
| 1997          | Hammarby IF    | Västra Frölunda IF |              |                    |
| 1998          | Djurgårdens IF | Kalmar FF          |              |                    |
| 1999          | GIF Sundsvall  | BK Häcken          |              |                    |

### 2006–heden
| Derde niveau |                      |                 |
| 2006         | Enköpings SK         | IF Sylvia       |
| 2007         | Assyriska Föreningen | Qviding FIF     |
| 2008         | Syrianska FC         | FC Trollhättan  |
| 2009         | Degerfors IF         | Östers IF       |
| 2010         | Västerås SK          | IFK Värnamo     |
| 2011         | Umeå FC              | Varbergs BoIS   |
| 2012         | Östersunds FK        | Örgryte IS      |
| 2013         | IK Sirius            | Husqvarna FF    |
| 2014         | AFC United           | Utsiktens BK    |
| 2015         | Dalkurd FF           | Trelleborgs FF  |
| 2016         | IF Brommapojkarna    | Östers IF       |
| 2017         | IK Brage             | Landskrona BoIS |
| 2018         | Västerås SK          | Mjällby AIF     |
| 2019         | Akropolis IF         | Ljungskile SK   |
| 2020         | Vasalunds IF         | IFK Värnamo     |
| 2021         | IF Brommapojkarna    | Utsiktens BK    |
| 2022         | Gefle IF             | GAIS            |
| 2023         | Sandvikens IF        | IK Oddevold     |

## Topscorers

### Topscorers Norra
| Seizoen | Speler                      | Team                      | Doelpunten |
| ------- | --------------------------- | ------------------------- | ---------- |
| 2006    | SWE Anders Lindberg         | Visby IF Gute             | 14         |
| 2007    | SWE Andreas Hermansson      | Umeå FC                   | 16         |
| 2008    | Nigeria Kennedy Igboananike | Vasalunds IF              | 18         |
| 2009    | SWE Johan Eklund            | IK Brage                  | 21         |
| 2010    | SWE Danny Persson           | Umeå FC                   | 17         |
| 2011    | KEN Robert Mambo Mumba      | Dalkurd FF                | 16         |
| 2012    | SWE Emir Smajic             | Östersunds FK Västerås SK | 17         |
| 2013    | SWE Stellan Carlsson        | BK Forward                | 18         |
| 2013    | Nigeria Moses Ogbu          | IK Sirius                 | 18         |
| 2014    | SWE Sencer Soguk            | Valsta Syrianska IK       | 16         |
| 2015    | SWE Simon Mårtensson        | Umeå FC                   | 17         |
| 2016    | ITA Luca Gerbino Polo       | Akropolis IF              | 25         |
| 2017    | SWE Timothy McNeil          | Team TG FF                | 17         |
| 2017    | SWE Karwan Safari           | Västerås SK               | 17         |
| 2018    | SWE Nikola Vasic            | Akropolis IF              | 21         |
| 2019    | SWE Ekin Bulut              | Vasalunds IF              | 26         |
| 2020    | ENG Ashley Coffey           | IFK Haninge               | 28         |
| 2021    | SWE Rodin Deprem            | Brommapojkarna            | 20         |
| 2021    | SWE Pashang Abdulla         | Piteå IF                  | 20         |
| 2022    | GHA Naeem Mohammed          | Sandvikens IF             | 23         |
| 2023    | SWE Shergo Shhab            | United Nordic FC          | 24         |

### Topscorers Södra
| Seizoen | Speler                   | Team               | Doelpunten |
| ------- | ------------------------ | ------------------ | ---------- |
| 2007    | SWE Freddy Söderberg     | IFK Värnamo        | 23         |
| 2008    | SWE Niklas Moberg        | Carlstad United BK | 21         |
| 2009    | SWE Jörgen Nilsson       | Kristianstads FF   | 17         |
| 2010    | SWE Ken Hansson          | FC Rosengård       | 23         |
| 2011    | DEN Allan Borgvardt      | IF Sylvia          | 19         |
| 2012    | SWE Johan Patriksson     | IK Oddevold        | 24         |
| 2013    | DEN Allan Borgvardt      | IF Sylvia          | 15         |
| 2014    | SWE Salif Camara Jönsson | Lunds BK           | 27         |
| 2015    | SWE Salif Camara Jönsson | Trelleborgs FF     | 23         |
| 2016    | SWE Richard Yarsuvat     | Norrby IF          | 20         |
| 2017    | SWE Robin Strömberg      | Ljungskile SK      | 21         |
| 2018    | SWE Robin Strömberg      | Ljungskile SK      | 20         |
| 2019    | SWE Jesper Westermark    | Ljungskile SK      | 19         |
| 2020    | SWE Simon Karlsson Adjei | Assyriska FF       | 25         |
| 2021    | FRA Yoann Fellrath       | FC Trollhättan     | 26         |
| 2022    | SWE Noah Christoffersson | Torns IF           | 21         |
| 2023    | SWE Alibek Aliev         | Östers IF          | 26         |

Ettan Norra: AFC Eskilstuna · Assyriska FF · Friska Viljor FC · Hammarby TFF · Karlbergs BK · FBK Karlstad · IF Karlstad Fotboll · Piteå IF · Sollentuna FK · Stockholm Inter · Stocksunds IF · Täby FK · Umeå FC · United Nordic FC · Vasalunds IF · Örebro Syrianska IF

Ettan Södra: Ariana FC · Eskilsminne IF · Falkenbergs FF · Jönköpings Södra IF · Ljungskile SK · BK Lund · Norrby IF · BK Olympic · Onsala BK · Oskarshamns AIK · FC Rosengård 1917 · Torns IF · Torslanda IK · FC Trollhättan · Tvååkers IF · Ängelholms FF
Albanië ·
België (tot 2016 / vanaf 2016) · 
Bulgarije ·
Cyprus · 
Denemarken · 
Duitsland · 
Engeland · 
Estland · 
Finland · 
Frankrijk · 
Georgië · 
Gibraltar ·
Griekenland · 
Italië · 
Ierland · 
Kroatië · 
Luxemburg · 
Nederland · 
Noord-Ierland · 
Noord-Macedonië · 
Noorwegen · 
Oekraïne · 
Oostenrijk · 
Polen · 
Portugal · 
Roemenië · 
Rusland · 
Schotland · 
Servië · 
Slovenië · 
Slowakije · 
Spanje (tot 2021 / vanaf 2021) · 
Tsjechië (Moravië / Bohemen) ·
Turkije · 
Wales · 
Zweden · 
Zwitserland